# Liftarens guide till galaxen (roman)
Liftarens guide till galaxen (The Hitchhiker's Guide to the Galaxy) är första delen av Douglas Adams trilogi i sex delar av Liftarens guide till galaxen. Boken är en adaption av de första fyra avsnitten i Adams radioserie från 1978.

## Handling
En helt vanlig torsdag vaknar Arthur Dent upp i sitt hus i England, tar sig en kopp te och börjar dagen som den bör. Men utanför hans hus finns två som vill riva hans hem för att bygga varsin expressled. Den ena kommer från kommunen. Den andre sitter i sitt rymdskepp beredd att förstöra hela jorden.
Det framkommer att Arthur har svårt att förstå just torsdagar, och just denna torsdag är han dessutom lite bakfull.
Nu kan man ju tycka att Arthur Dent skulle ha råkat illa ut, om inte i den första rivningen så väl i den andra. Men han råkar också känna Ford Prefect, som under ett pubbesök visar sig vara en galaktisk liftare som jobbar som redigerare för en alldeles otrolig bok - Liftarens Guide till Galaxen. Under pubbesöket avslöjas det en hel del saker, och mycket av det som sägs är för underligt för att Arthur ska förstå. Så de börjar istället prata om saker som han ska förstå.
Men så mycket tid att samtala blir det inte, och när vogon-flottan startar rivningsarbetet måste Ford och Arthur finnas redo att lifta med deras skepp. De blir upplockade av dentrasser.
Vogoner är inte de trevligaste av rymdens varelser och våra rymdresenärer blir därför utsatta för vogonpoesi sedan utkastade i rymdens vakuum, men blir räddade av Fords kvartsbror, Zaphod Beeblebrox, som också råkar vara Galaxens president. Men inte länge till, räknar de ut, när det visar sig att Zaphod stulit skeppet Hjärtat av Guld, med den otroliga osannolikhetsdriften. Ombord finns också Tricia, som nu kallar sig Trillian.
Zaphod är också helt besatt av att finna planeten Magrathea, av en anledning som inte ens han själv vet. Och så börjar jakten på en planet som ingen vet om den fortfarande finns.
I bokversionen anges att Zaphod Beeblebrox hade skaffat sin tredje arm för att bli bättre i skidboxning. Däremot anges ingenstans hur denna sport utövas.